# 红花肉叶荠
红花肉叶荠（学名：Braya rosea）为十字花科柏蕾荠属下的一个种。